# دارنيل أوتري
دارنيل أوتري (بالإنجليزية: Darnell Autry)‏ هو لاعب كرة قدم أمريكية أمريكي، ولد في 19 يونيو 1976 في فيسبادن في ألمانيا.

## وصلات خارجية
- دارنيل أوتري على موقع مرجع كرة القدم المحترفة.كوم (الإنجليزية)
- دارنيل أوتري على موقع IMDb (الإنجليزية)
- دارنيل أوتري على موقع قاعدة بيانات الفيلم (الإنجليزية)